# Hindská Wikipedie
Hindská Wikipedie je jazyková verze Wikipedie v hindštině. Byla založena v červenci 2003. V lednu 2022 obsahovala přes 151 000 článků a pracovalo pro ni 6 správců. Registrováno bylo přes 671 000 uživatelů, z nichž bylo asi 1 200 aktivních. V počtu článků byla 57. největší Wikipedie. Obsahuje písmo Dévanágarí, a proto je pro její prohlížení nutné mít podporu tohoto písma.
V červenci 2010 začala firma Google spolupracovat s wikipedisty na překladu článků z anglické Wikipedie kombinací automatického nástroje Google Translate a manuální kontroly. Tempo růstu počtu článků se zrychlilo o 20%. 